# Vusanje
Vusanje är en ort i Montenegro. Den ligger i den sydöstra delen av landet. Vusanje ligger 955 meter över havet och antalet invånare är 866.
Terrängen runt Vusanje är huvudsakligen bergig, men åt nordost är den kuperad. Vusanje ligger nere i en dal. Trakten runt Vusanje består i huvudsak av gräsmarker och på bergen finns skog.